# Suuri-Tihviäinen
Suuri-Tihviäinen är en sjö i kommunen Leppävirta i landskapet Norra Savolax i Finland. Den är 13,5 meter djup. Arean är 49 hektar och strandlinjen är 6 kilometer lång. Sjön  ingår i Vuoksens huvudavrinningsområde.   Den ligger omkring 52 kilometer sydöst om Kuopio och omkring 320 kilometer nordöst om Helsingfors. 